# IC 560
IC 560 је лентикуларна галаксија у сазвјежђу Секстант која се налази на листи објеката дубоког неба у Индекс каталогу.
Деклинација објекта је - 0° 16' 6" а ректасцензија 9h 45m 53,4s. Привидна величина (магнитуда) објекта IC 560 износи 13,6 а фотографска магнитуда 14,5. IC 560 је још познат и под ознакама UGC 5223, MCG 0-25-13, CGCG 7-30, PGC 27998.